# Kungariket Rumänien
Kungariket Rumänien kallades den rumänska staten som parlamentarisk monarki under perioden 13 mars 1881–30 december 1947, med konstitutioner från 1866, 1923 och 1938. Staten etablerades med kung Carol I av Rumänien som utropade Rumäniens självständighet i det rumänska frihetskriget, och den upphörde när kung Mikael I av Rumänien avgick den 30 december 1947. Omfattningen av  Kungariket Rumänien efter 1914 skiljer sig från omfattningen av det så kallade gamla rumänska kungariket.
Mellan 1859 och 1877 utvecklades Rumänien från en personalunion av två vasallfurstendömen (Moldavien och Valakiet) under en gemensam furste till ett fullt självständigt kungarike, med en monark från huset Hohenzollern. Vid första världskriget slut 1918 förenades Transsylvanien, Östra Moldavien (Bessarabien), och Bukovina med Kungariket Rumänien, vilket resulterade i "Stor-Rumänien". 1940, vid andra världskrigets början, lämnades norra Transsylvanien, Bessarabien och södra Dobrudzja Cadrilater till Ungern, Sovjetunionen och Bulgarien, och man fick bara tillbaka norra Transsylvanien då andra världskriget var över. 1947 tvingades den siste kungen abdikera och en republik som styrdes av Rumäniens kommunistparti ersatte monarkin.

## Enande och monarki
1859, då Alexandru Ioan Cuza blev furste över både Moldavien och Valakiet, under nominell överhöghet från Osmanska riket, bildades en identifierbar rumänsk nation. Den 5 februari 1862 (24 januari g.s.) slogs furstendömena formellt samman för att bilda Rumänien, med Bukarest som huvudstad.
Den 23 februari 1866 tvingade en så kallad monstruös koalition , bestående av konservativa och radikala liberaler, Cuza att avgå. Den tyske fursten Karl av Hohenzollern-Sigmaringen utsågs till furste av Rumänien, i ett försök att säkerställa tyskt stöd för förening och framtida självständighet. Hans släktingar kom sedan att styra som kungar av Rumänien fram till att kommunisterna tog över 1947.

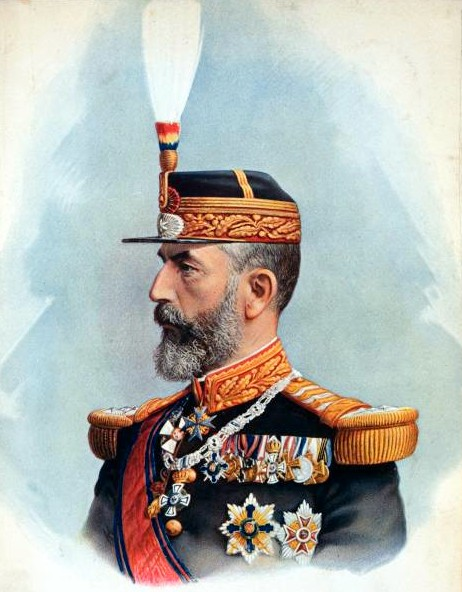
Kung Carol I (regerade 1866–1914)

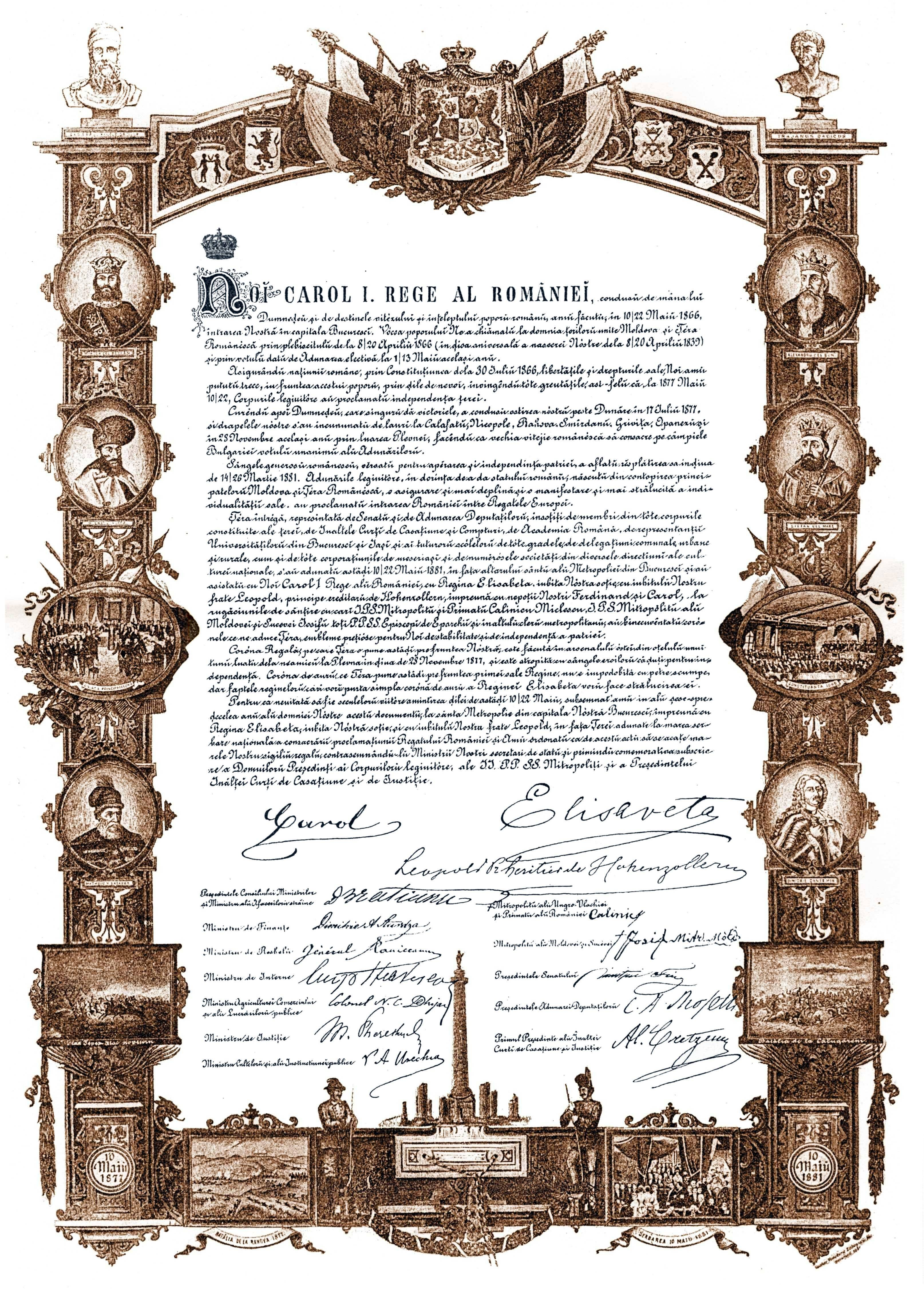
Rumänska kungarikets förklaring

1877, efter det rysk-rumänsk-osmanska kriget, erkändes Rumänien som fullt självständig stat genom freden i Berlin 1878, och fick Dobruja, fast de tvingades ge upp södra Bessarabien (Budjak) till Ryssland. Karl kröntes som Carol, Rumäniens första kung, 1881.
Den nya staten, inklämd mellan det Osmanska riket, Österrike-Ungern och Ryssland, med slaviska befolkningar vid de sydvästra, södra och nordöstra gränserna, Svarta havet i öst, och ungerska grannar vid de västra och nordvästra gränserna, blickade gärna västerut, framför allt åt Frankrike, i frågor som rörde kultur, utbildning och administration.
De deltog inte i första balkankriget mot Osmanska riket, men gick in i andra balkankriget i juni 1913 mot Bulgarien. 330 000 rumänska soldater korsade floden Donau och tog sig in i Bulgarien. En armé ockuperade södra Dobrudja och en annan rörde sig in i norra Bulgarien och hotade Sofia, vilket hjälpte till att få ett slut på kriget. Rumänien fick därmed det etniskt blandade område i södra Dobrudja, som man hade önskat i flera år.
1916 gick Rumänien in i första världskriget på trippelententens sida, men besegrades snabbt och ockuperades av tyska och österrikiska styrkor. Rumänien inledde en konflikt mot Bulgarien men bulgariska soldater återtog, efter en serie framgångsrika slag, Dobruja som Bulgarien hade fråntagits genom Bukarestfördraget och Berlinkongressen. Även om de rumänska styrkorna lyckades bra militärt, var i slutet av kriget de gamla österrikiska och tyska kejsardömena borta, och de beslutande organ som bildades i Transsylvanien, Bessarabien och Bukovina valde att förena sig med Rumänien, vilket godkändes 1919 genom freden i Saint-Germain och genom Trianonfördraget.

## Gamla rumänska kungariket (1881–1918)

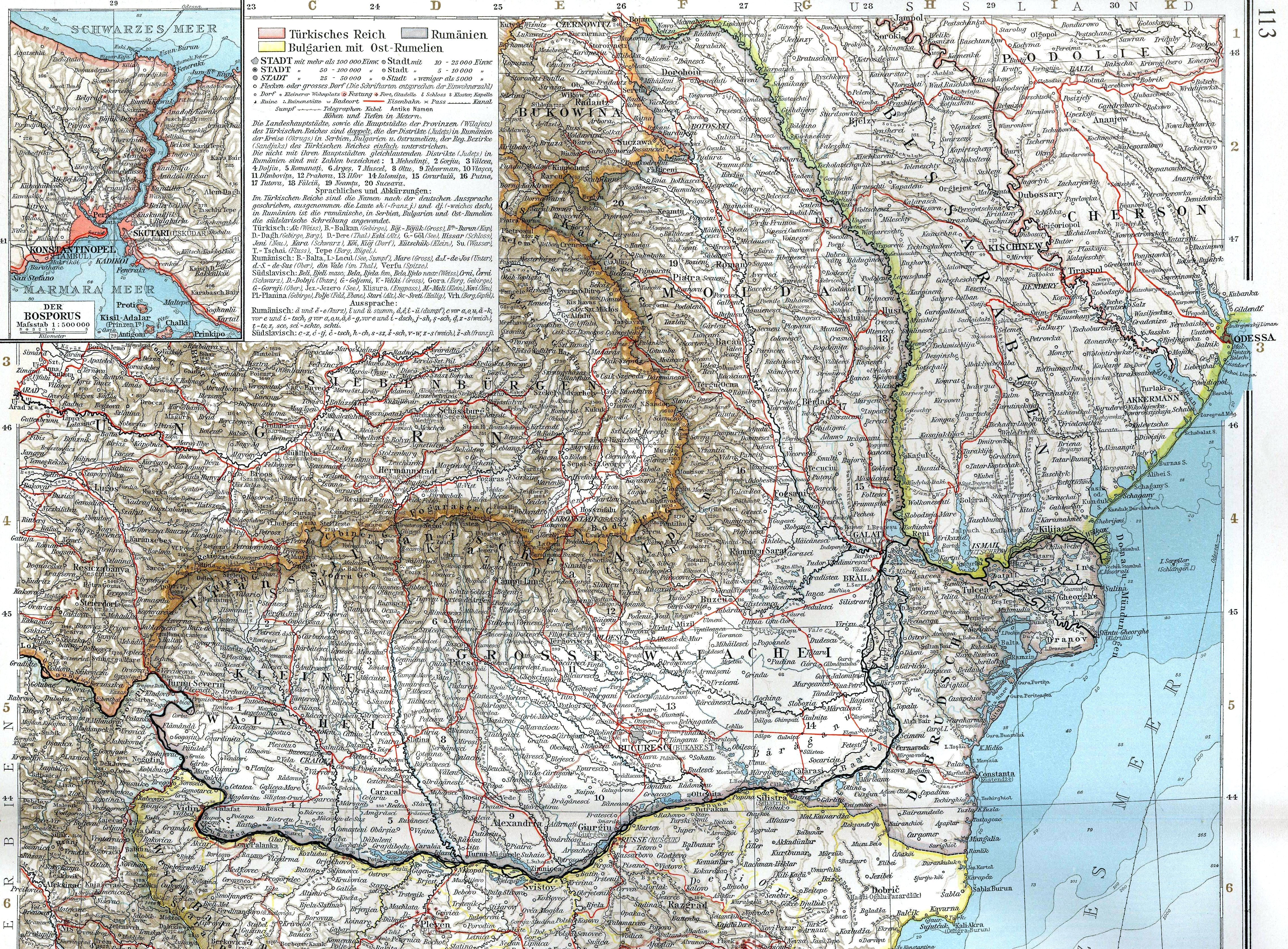
Tysk karta från 1901 över det gamla kungariket.

Det Gamla rumänska kungariket (rumänska: Vechiul Regat eller bara Regat) (tyska: Regat eller Altreich) är en vardaglig term som syftar på territorierna som täckte den första självständiga rumänska nationalstaten, som bestod av Donaufurstendömena — Valakiet och Moldavien. Det uppstod i samband med Parisfreden 1856, ad hoc Divans i båda länderna – som var under osmansk överhöghet – valde Alexandru Ioan Cuza som domnitor (monark), vilket blev de facto-förening. Regionen definierades genom resultatet av detta politiska beslut, vilket följdes upp av att man även tog med norra Dobruja 1878, och förklarade Kungariket Rumänien 1881, samt annekterade södra Dobruja 1913.
Begreppet började användas efter första världskriget, då det gamla kungariket jämfördes med Stor-Rumänien, som även innehöll Transsylvanien, Banatet, Bessarabien och Bukovina. Numera har termen främst historisk betydelse, och används också för alla områden i Rumänien som fanns i både det gamla kungariket och de nutida gränserna (nämligen: Valakiet, Moldavien och norra Dobruja)

## Första världskriget
Rumänien gick först inte in i första världskriget, men förklarade krig mot centralmakterna 1916. Det rumänska fälttåget slutade i katastrof då centralmakterna snabbt krossade Rumäniens väpnade styrkor och ockuperade de flesta delarna av landet, även strategiskt de strategiskt viktiga oljefälten, bl.a. i Ploiești. Men efter krigsslutet tog Rumäniens regering snabbt kontrollen och skickade tillbaka en armé till krigsfältet. Transsylvanien besegrades snart, liksom Moldavien, då tomrummet efter Ryssland, som drabbats av inbördeskrig, tillät Rumänien att överta dessa områden. Krig mot Ungern 1919 resulterade i att Budapest ockuperades av rumänska soldater.

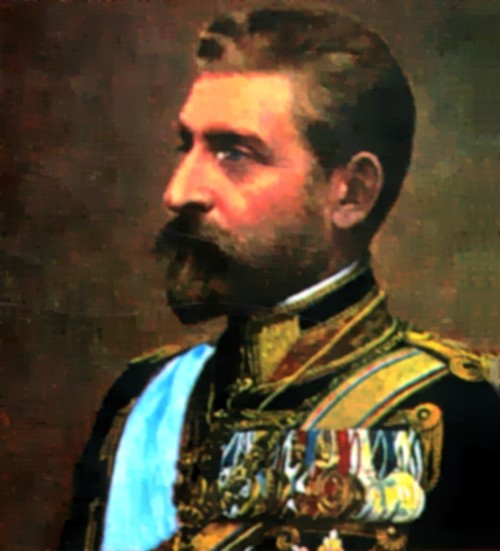
Kung Ferdinand (regerade 1914 - 1927)

## Union med Transsylvanien, Bessarabien och Bukovina

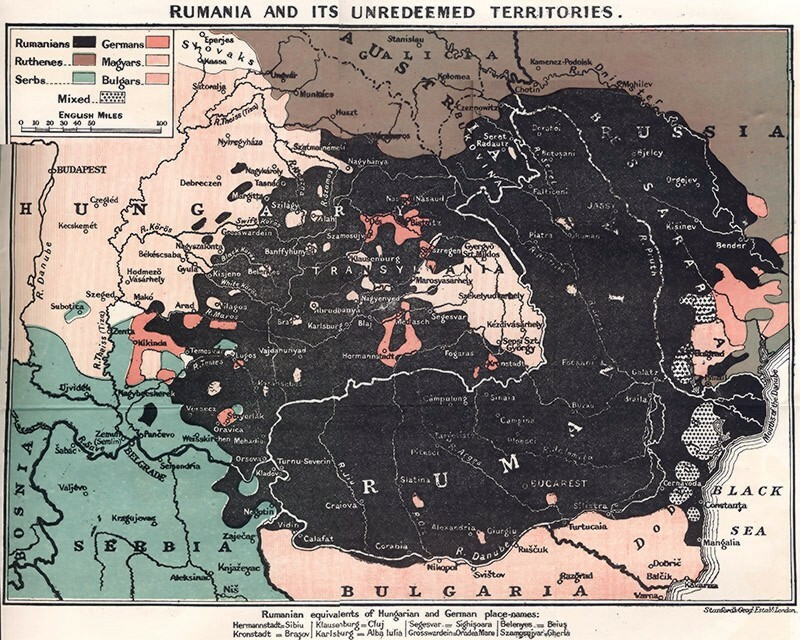
Territorier bosatta av Rumänien

Efter första världskriget, under 1918, förenades Transsylvanien, delar av Banat, Bessarabien (östra Moldavien mellan floderna Prut och Dnestr) med Rumänien. Förutom vissa territorier längsmed Dnester, enades alla territorier i en enda stat. Och 1919 var Rumänien mer än dubbelt så stort som 1914. Fast man inte gjorde fler territoriella anspråk, skapades en intressekonflikt till Bulgarien, och speciellt mot Ungern och Sovjetunionen.
Stor-Rumänien hade nu en stor minoritetsbefolkning, speciellt ungrare, och anpassningen innebar problem. Före kriget hade Rumänien bara en större minoritetsgrupp, judar, men ändå var antisemitismen utbredd.
Rumänien var typisk för stater i Östeuropa i att det främst användes som en råvarukälla för väst. Många gruvor och oljefält ägdes och drevs av icke-rumänska intressen, och nästan alla råvaror exporterades. Olja i synnerhet var en värdefull råvara.
Bondebefolkningen tillhörde de fattigaste i regionen, vilket förvärrades med ett av Europas högsta födelsetal. Liksom på andra håll, var bönderna på många håll övertygade om att jordreformen skulle lösa deras problem, och efter kriget började de kräva sådana åtgärder. Kommunistgrupper började utnyttja situationen, vilket ledde till att staten bröt upp gods under 1920. Men man gjorde lite för att öka produktiviteten och saknade moderna jordbruksmetoder. Jordbruksexporten kunde inte tävla med Västeuropa och Nordamerika, och den Stora depressionen förstörde marknaden helt.
Genom Trianonfördraget, avstod Ungern alla krav som Österrike-Ungern gjort över Transsylvanien, till förmån för Rumänien. Rumäniens enaande med Bukovina ratificerades 1919 under freden i Saint-Germain, och med Bessarabien 1920 genom Parisfreden.

## Mellankrigstiden

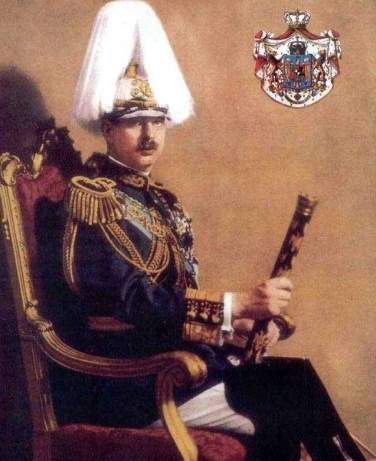
Kung Carol II (1930–1940).

Det rumänska uttrycket România Mare (ordagrann översättning "Stor-Rumänien", eller "Större-Rumänien") syftar på den rumänska staten under mellankrigstiden. Rumänien uppnådde under den perioden sin största territoriella utsträckning (nästan 300 000 km² ). Vid folkräkningen 1930 hade Rumänien över 18 miljoner invånare. Men "Stor-Rumänien" överlevde inte andra världskriget.

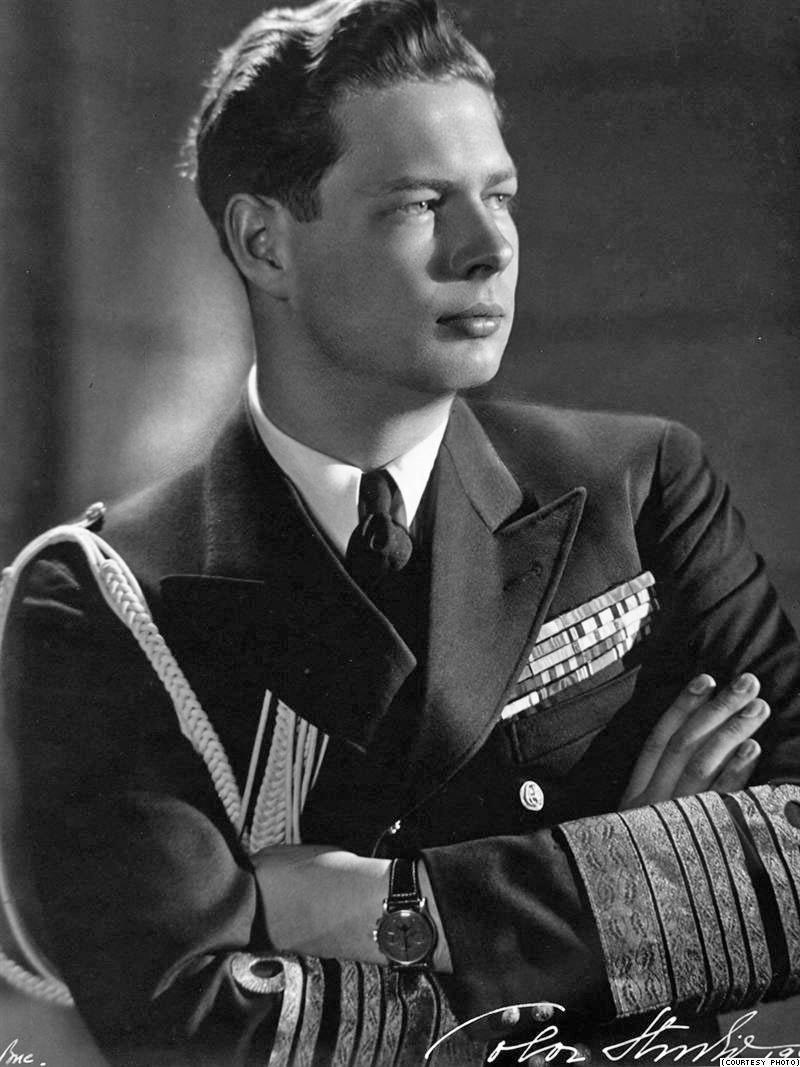
Kung Mikael I under sin andra regeringstid (1940–1947).

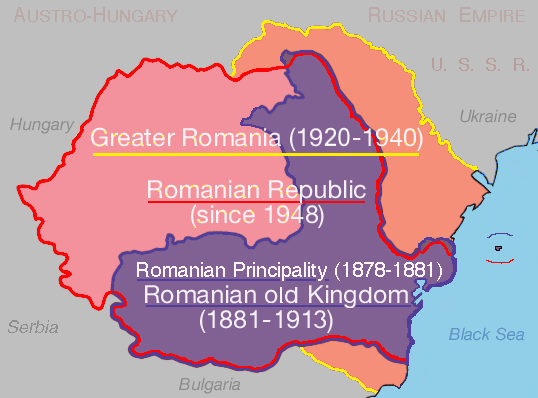
Rumäniens territorium under 1900-talet: lila visar det gamla kungariket fore 1913, orange betyder Stor-Rumänien och områden som gick med eller annekterades efter andra balkankriget och första världskriget men förlorades efter andra världskriget, och rosa visar områden som anslöt sig till Rumänien efter första världskriget för att så förbli efter andra världskriget.

Administrative karta över Stor-Rumänien med historiska provinser.

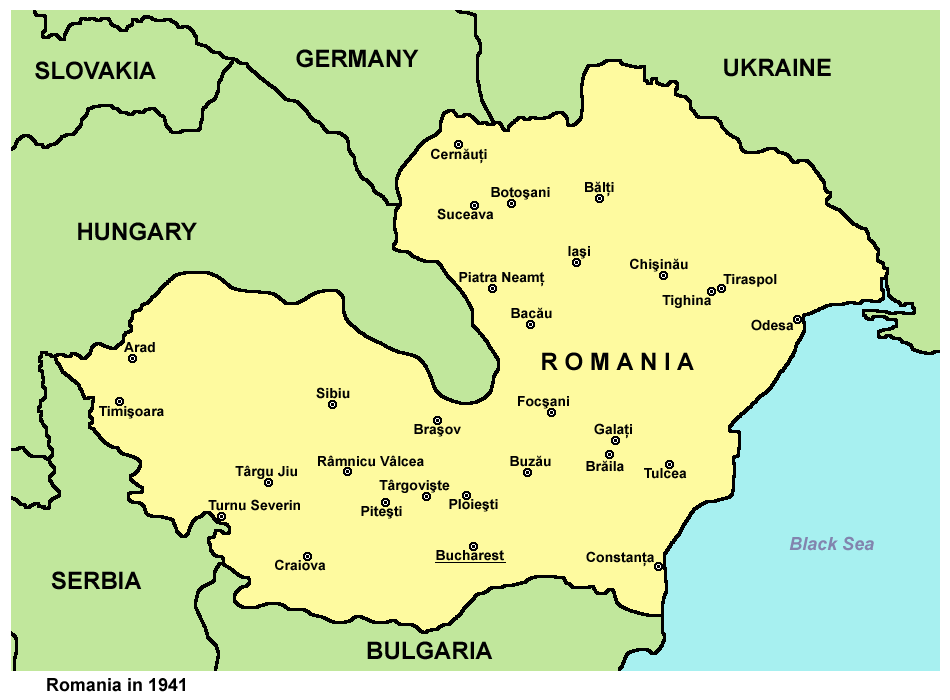
Rumänien 1941

Fram till 1938, förblev den rumänska staten med en liberal konstitutionell monarki. Det Nationella liberal partiet, som dominerade i åratal efter första världskriget, blev alltmer nationella, och förlorade 1927 makten till det nationella bondepartiet. Mellan 1930 och 1940 fanns över 25 olika ministärer; många av dem de sista åren före andra världskriget,.
Prins Carol hade avsagt sig rätten till tronen och efterträdde inte sin far Ferdinand när han dog 1927. Efter tre år i exil, med sin bror Nicolae som regent och hans unge son Michael som kung, ändrade sig Carol och med stöd av det styrande nationella bondepartiet återvände han och förklarade sig själv kung.
Den ekonomiska krisen 1929 drabbade Rumänien svårt under det tidiga 1930-talet och innebar social oro, hög arbetslöshet, och strejker. I flera fall slog den rumänska staten till våldsamt mot strejker och kravaller, framför allt gruvstrejken 1929 i Valea Jiului (Jiu-dalen) och strejken i Griviţas järnvägsverkstäder. Vid mitten av 1930-talet återhämtade sig Rumäniens ekonomi, och industrin växte, fastän omkring 80% av rumänerna var fortfarande sysselsatta inom jordbruket.
Under 1930-talet utvecklades Rumäniens redan svaga demokrati mot fascistisk diktatur. 1923 års konstitution gav kungen fria möjligheter att upplösa parlamentet och begära val när han ville, och på 10 år hade Rumänien 25 ministärer. Allt fler av dessa ministärer dominerades av antisemitiska, ultranationalistiska, och främst halvfascistiska partier. Det nationella liberal partiet blev alltmer nationellt och tappade alltmer sin tidigare dominans inom rumänsk politik. Det förmörkades än mer av att partier som (relativt moderata) nationella bondepartiet och mer radikala Rumänska fronten, ersattes av nationella kristna försvarsförbundet och Järngardet. 1935 gick nationella kristna försvarsförbundet samman med Nationella agrara partiet och bildade nationella kristna partiet. Järngardet var ännu mer för att ta till sig nationalism, kommunistskräck och föraktade den påstådda utländska och judiska dominansen över ekonomin.
Järngardet utförde flera mord, och flera regeringar reagerade mer eller mindre. Den 10 december 1933 "upplöste" den liberala premiärministern Ion Duca Järngardet genom att arrestera tusentals; 19 dagar senare mördades han av Järngardets legionärer.
Under 1930-talet hade nationalistpartierna ett ömsesidigt misstroget förhållande med kung Carol II. I december 1937 utsåg kungen nationella kristna partiets ledare, poeten Octavian Goga som premiärminister. Samtidigt pressades Carol av Adolf Hitler, som uttryckte sin önskan att få se Rumäniens regering ledas av Järngardet. Den 10 februari 1938 ingrep kung Carol II i samband med en offentlig förolämpning av Goga mot Magda Lupescu, och avsatte regeringen och införde en kortlivad kungliga diktatur, där kungen inte bara utsåg premiärminister utan alla ministrar.
I april 1938 arresterades ledarna av Järngardet, och kastades i fängelse. 
Den kungliga diktaturen blev kort. Den 7 mars 1939 bildades en ny regering, med Armand Călinescu som premiärminister; Den 21 september 1939, tre veckor efter andra världskriget, mördades Călinescu på öppen gata av Järngardets legionärer.
1939 skrev Tyskland och Sovjetunionen på Molotov-Ribbentrop-pakten, som bland annat godkände sovjetiska intressen i Bessarabien.

Tidslinje för Rumäniens gränser 1859-2010.

## Tidslinje (1859–1939)
| 1859 | Alexandru Ioan Cuza förenar Moldavien och Valakiet under eget styre. |
| 1862 | Formell union mellan Donaufurstendömena Moldavien och Valakiet, för att bilda furstendömet Rumänien. |
| 1866 | Cuza tvingas avgå och en utländsk dynasti bildas. Carol I undertecknar den första moderna konstitutionen. |
| 1877 | 16 april. Avtal där ryska soldater tillåta passera genom rumänskt territorium. 24 april. Ryssland förklarar krig mot Osmanska riket, och deras soldaterna går in i Rumänien 9 maj. Rumäniens parlament förklarar självständighet, Rumänska självständighetskriget börjar 10 maj. Carol I ratificerar självständighetsdeklarationen. |
| 1878 | Under freden i Berlin, erkänner Osmanska riket Rumäniens självständighet. Rumänien ger södra Bessarabien till Ryssland. |
| 1881 | Carol I förklaras som Rumäniens kung den 26 mars. |
| 1894 | Ledare för transsylvanska rumäner som skickat en promemoria till den österrikiske kejsaren och krävt nationella rättigheter döms för förräderi. |
| 1907 | Våldsamma bonderevolter drabbar Rumänien, tusentals människor dödas. |
| 1914 | Carol I dör, efterträds av sin brorson Ferdinand. |
| 1916 | (Augusti) Rumänien går med i första världskriget på ententens sida. (December) Rumänska skattkammaren skickas till Ryssland för förvaring, men ges inte tillbaka efter kriget. |
| 1918 | Stor-Rumänien skapas. |
|      | I Versaillesfreden går Rumänien med på att ge medborgarskap till tidigare medborgare i Ryssland och Österrike-Ungern som bor i de nya rumänska territorierna. |
| 1919 | En militär konflikt mellan Rumänien och Ungerska sovjetrepubliken inleds. Den rumänska armén invaderar Ungern och tar över Budapest den 4 augusti 1919. Staden styrs genom militär administration till 16 november 1919. |
| 1920 | Trianonfördraget godkänner Rumäniens nya gränser. |
| 1921 | Stor och radikal jordreform. |
| 1923 | 1923 års konstitution antas, baserad på ett projekt av nationella liberala partiet. Kristna nationella försvarsförbundet bildas. |
| 1924 | Medlem av Kristna nationella försvarsförbundet (senare Järngardets grundare) Corneliu Zelea Codreanu avrättar polischefen i Iaşi, men frikänns. |
| 1926 | Liberal vallag antas. "Lilla ententen" med Tjeckoslovakien och Jugoslavien samt ett franskt-rumänskt avtal. |
| 1927 | Nationella bondepartiet tar över regeringsmakten från nationella liberala partiet. Ärkeängeln Mikaels legion, senare Järngardet, bryter sig ur Kristna nationella försvarsförbundet. Mikael I (Mihai) blir kung. |
| 1929 | Stora depressionen börjar. |
| 1930 | Carol II kröns till kung. |
| 1931 | Första förbudet mot Järngardet. |
| 1933 | (16 februari) Strejken vid Griviţas rälsbussverkstad i Bukarest slås med våld ner av polisen. (10 december) Premiärminister Ion Duca "upplöser" Järngardet genom att arrestera tusentals; 19 dagar senare mördades han av Järngardets legionärer                                                                                    |
| 1935 | Kristna nationella försvarsförbundet och Nationella agrarpartiet går samman och bildas fascistiska Nationella kristna partiet. |
| 1937 | Nationella bondepartiet och Järngardet skapar en valpakt, senare även med Agrarförbundet. Rumänska kommunistpartiet går inte med på pakten, men stödjer i praktiken nationalisterna-bönderna. Nationella kristna partiet bildar regering, med hamnar snabbt i konflikt med Carol II om hans judiska älskarinna.                     |
| 1938 | 10 februari. Kunglig diktatur förklaras. Ny konstitution antas den 27 februari. (29-30 november) Järngardets ledare Codreanu och andra legionärer skjutna på order av kungen. |
| 1939 | 7 mars. Armand Călinescu bildar regering. 23 augusti. Molotov-Ribbentrop-pakten godkänner sovjetiska "intressen" i Bessarabien. 1 september. Tyskland anfaller Polen. Andra världskriget börjar. 21 september. Călinescu avrättas av Järngardets legionärer.                                                                        |